# Chaetodon pictus
Chaetodon pictus là một loài cá biển thuộc chi Cá bướm (phân chi Rabdophorus) trong họ Cá bướm. Loài này được mô tả lần đầu tiên vào năm 1775.

## Từ nguyên
Tính từ định danh pictus trong tiếng Latinh có nghĩa là "được tô vẽ", không rõ hàm ý, có lẽ đề cập đến các đường sọc đen trên cơ thể của loài cá này.

## Phạm vi phân bố và môi trường sống
C. pictus được phân bố giới hạn ở phía nam Biển Đỏ và bờ bắc vịnh Aden, trải dài đến Oman và Pakistan.
C. pictus được tìm thấy trên hầu hết các sinh cảnh rạn san hô, từ đới mào rạn ra đến sườn dốc của rạn viền bờ, cũng có thể được tìm thấy ở những khu vực có san hô chết, độ sâu đến ít nhất là 30 m.

## Mô tả
C. pictus có chiều dài cơ thể lớn nhất được ghi nhận là 18 cm. Loài này có màu trắng với các sọc chéo xếp thành hình chữ V ở hai bên thân. Phần trán và mõm có các vạch sọc cam. Một vệt đen từ gáy băng qua mắt, nối liền với dải đen dọc theo vây lưng và thân sau xuống đến một phần vây hậu môn tạo thành hình móng ngựa giúp phân biệt với những loài cùng kiểu hình. Vây lưng và vây hậu môn màu vàng tươi, được viền ở rìa; vây lưng mềm và vây hậu môn của con trưởng thành nhìn chung nhọn hơn so với được bo tròn ở Chaetodon vagabundus. Vây bụng màu trắng. Vây ngực trong suốt. Vây đuôi vàng tươi với một dải nâu đỏ ở giữa (thay vì là dải đen như C. vagabundus).

## Phân loại học
C. pictus trước đây chỉ được xem là một phân loài, và sau đó là danh pháp đồng nghĩa của C. vagabundus do có kiểu hình tương tự nhau.